# バグダッド (アリゾナ州)
バグダッド（英: Bagdad）は、アメリカ合衆国アリゾナ州ヤヴァパイ郡の国勢調査指定地域（CDP)である。アリゾナ州では西部に位置する鉱山町である。現在でも企業城下町として州内に残る2つの町の1つである。2010年国勢調査での人口は1,876人だった

## 地理

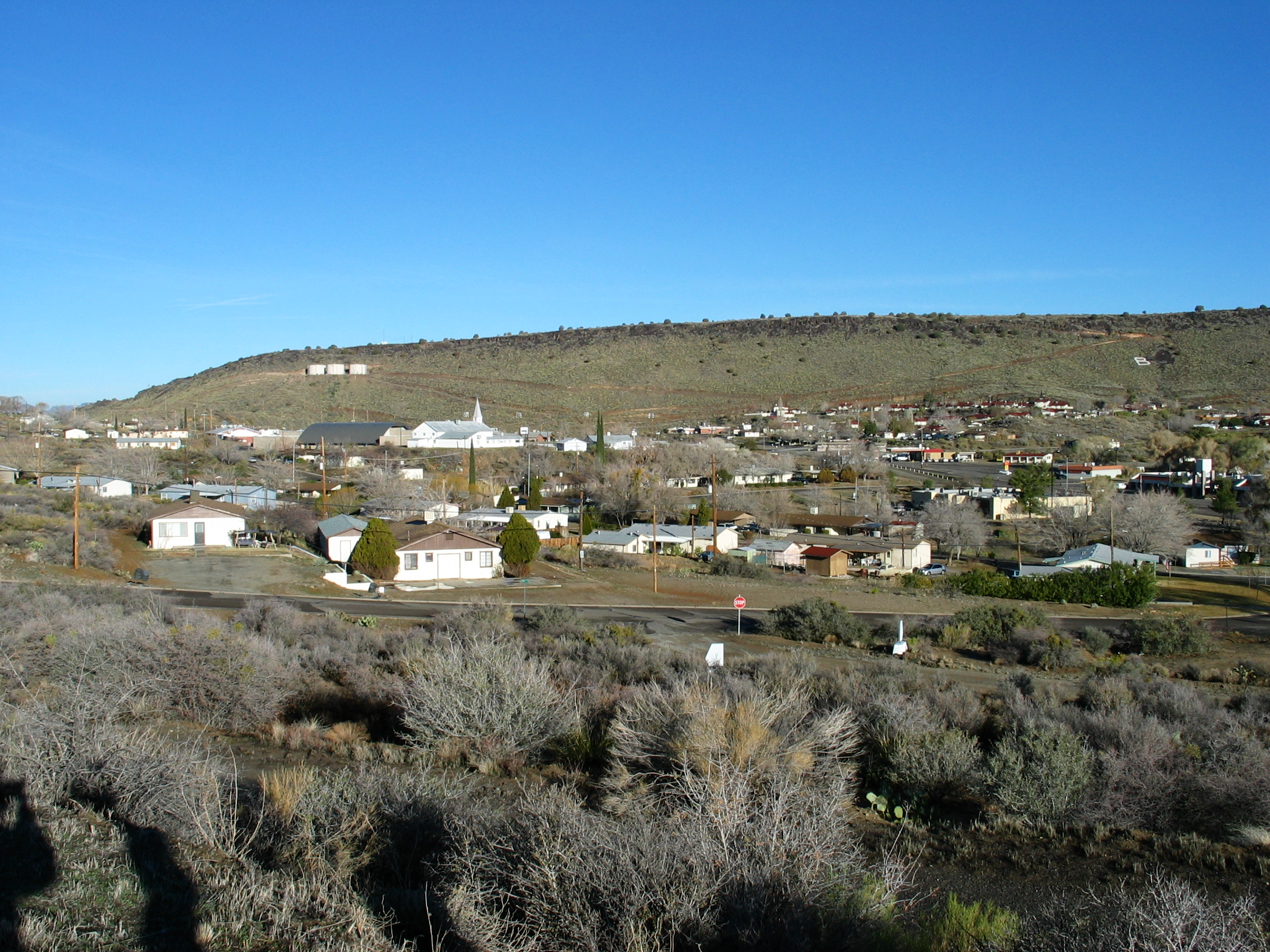
アリゾナ州バグダッドの町遠景

バグダッドは北緯34度34分36秒 西経113度10分29秒 / 北緯34.57667度 西経113.17472度 (34.576604, -113.174832)に位置している。州都フェニックスからは北西に約60マイル (96 km) にある。
アメリカ合衆国国勢調査局に拠れば、国勢調査指定地域全面積は7.9平方マイル (20 km2)であり、すべて陸地である。

## 人口動態
以下は2010年の国勢調査による人口統計データである。
| 基礎データ - 人口: 1,876人 - 世帯数: 682 世帯 - 家族数: 485 家族 - 人口密度: 93.8人/km2（237.5人/mi2） - 住居数: 838軒 - 住居密度: 41.9軒/km2（106.1軒/mi2） 人種別人口構成 - 白人: 86.6% - アフリカン・アメリカン: 0.5% - ネイティブ・アメリカン: 3.0% - アジア人: 0.3% - 太平洋諸島系: 0.1% - その他の人種: 6.3% - 混血: 3.3% - ヒスパニック・ラテン系: 24.4% | 年齢別人口構成 - 18歳未満: 33.1% - 18-24歳: 8.6% - 25-44歳: 29.6% - 45-64歳: 24.3% - 65歳以上: 4.4% - 年齢の中央値: 30歳 - 性比（女性100人あたり男性の人口） - 総人口: 123.9 - 18歳以上: 119.0 世帯と家族（対世帯数） - 18歳未満の子供がいる: 43.4% - 結婚・同居している夫婦: 57.0% - 未婚・離婚・死別女性が世帯主: 5.9% - 非家族世帯: 28.9% - 単身世帯: 24.6% - 65歳以上の老人1人暮らし: 3.1% - 平均構成人数 - 世帯: 2.75人 - 家族: 3.29人 | 収入と家計 - 収入の中央値 - 世帯: 58,277米ドル - 家族: 61,850米ドル - 性別 - 男性: 50,000米ドル - 女性: 40,506米ドル - 人口1人あたり収入: 24,370米ドル - 貧困線以下 - 対人口: 2.8% - 対家族数: 1.3% - 18歳未満: 4.8% - 65歳以上: 9.5% |

## バグダッド銅鉱山
2007年にフェルプスドッジを買収したフリーポート・マクモラン（本社はルイジアナ州ニューオーリンズ）がバグダッドの銅鉱山を操業している。以前はキプロス・マインズ・コーポレーションが鉱山を運営していたが、その後フェルプスドッジと合併していた。この銅山は露天掘りであり、現在は24時間操業で採掘している。銅鉱石は南アリゾナにトラックで運ばれるか、町から20マイル (32 km) の距離にある小さな鉄道町ヒルサイドまでセミトレーラーで運ばれる。

## サービス
フリーポート・マクモランはバグダッドにある家屋と商業ビルの全てを所有している。町にはカッパー・プラザというショッピングセンターがあり、また小さなバシャズのグロサリーストアやその他の企業がある。カッパー・プラザには以前に銀行があったが、ストックメンの銀行は利益を出せずに撤退した。しかし、アリソナ・ステイト・クレディット・ユニオンとバシャズ・アソイエイツ・フェデラル・クレディット・ユニオンが、バシャズの中にATMを設置している。
バグダッド・コミュニティ健康センターがクリニックを運営し、医療サービスを提供している。このクリニックは登録看護師と1人の医師が運営している。この1人の医師はプレスコット地域から来ており、施設を任されている。フライズ・フード・アンド・ドラッグがこのクリニックで薬局も運営している。

## 教育
バグダッド統一教育学区第20には、高校、中学校、小学校各1校がある。ヒルサイド・コミュニティ学校はこの学区のメンバーではない。この学区の学校は全て1つのキャンパスに固まっている。
バグダッド高校は6年生から12年生を教えている。バグダッド小学校は就学前から5年生までである。

## 自然保護区
- アッパービューロ・クリーク原生地

## 気候
ケッペンの気候区分では、バグダッドはステップ気候（亜乾燥）にあり、記号は "BSk" である。